# HMS Furious (47)
La HMS Furious, quinta nave da guerra britannica a portare questo nome, è stata una portaerei classe Glorious della Royal Navy, modifica estrema di un incrociatore da battaglia convertito durante la costruzione. Venne costruita nei cantieri Armstrong Whitworth di Wallsend venendo impostata l'8 giugno 1915, varata il 15 agosto 1916 ed entrando in servizio come "grande incrociatore leggero" il 26 giugno 1917.

## Progetto
Venne progettato per essere uno dei large light cruiser ("grandi incrociatori leggeri") di Jackie Fisher che doveva partecipare ad uno sbarco anfibio sulla costa baltica della Germania durante la prima guerra mondiale. La flotta di Sua Maestà accolse la Furious e le sue (quasi) gemelle Glorious e Corageous con un certo scetticismo fin dall'inizio, tanto che vennero loro affibbiati i nomignoli di "Spurious", "Curious" ed "Outrageous", già nel loro ruolo iniziale di "grandi incrociatori leggeri".
In base al progetto iniziale avrebbe dovuto essere un incrociatore leggermente corazzato, ma armato con due potenti cannoni navali da 457 mm montati su affusti singoli, uno a poppa e uno a prua. L'obbiettivo era di disporre di una nave pesantemente armata in grado di navigare negli stretti del baltico al fianco di navi da guerra minori. Comunque mentre era in fase di costruzione si comprese che sarebbe stato più utile in un altro ruolo. Solo uno dei due grossi cannoni venne installato, la torre di prua venne rimossa prima del varo e sostituita con un ponte aperto lungo 49 metri per il decollo di aerei, con un hangar sottostante. In seguito alle prove di fuoco del luglio 1917, che dimostrarono che lo scafo non poteva reggere l'effetto del fuoco del cannone di poppa, anche questo venne rimosso.
Durante le prove, Edwin Dunning (1892–1917), squadron commander del Royal Naval Air Service, atterrò con successo a bordo della Furious pilotando un Sopwith Pup, diventando la prima persona ad atterrare con un aereo su una nave in movimento. Comunque uno pneumatico scoppiò durante il suo secondo tentativo facendo rovesciare su un fianco l'aereo e uccidendo Dunning. La disposizione del ponte era poco soddisfacente: per poter atterrare gli aerei dovevano manovrare intorno alla sovrastruttura. Ritornò in cantiere nel 1917 per la rimozione della torre di poppa, rimpiazziata da un altro ponte di 91 m per l'atterraggio e da un altro hangar, dandogli sia un ponte di decollo e uno di atterraggio. Vennero anche installati due elevatori al servizio degli hangar.

## Servizio
Dopo la sua entrata in servizio il 15 marzo 1918 la Furious ed i suoi aerei parteciparono a diverse importanti battaglie della prima guerra mondiale, tra cui il raid di Tondern del luglio 1918.
Dopo la guerra, venne messa in riserva, dove rimase mentre la marina decideva cosa farne. Nel 1922 venne firmato il Trattato Navale di Washington ed il governo britannico doveva decidere se demolirla o meno. Sulla base dell'esperienza con altre portaerei la Furious ritornò ai cantieri nel 1922 per la rimozione della sovrastruttura e l'installazione di un unico ponte di volo continuo lungo tutta la sua lunghezza, con al di sotto un piccolo ponte di decollo a prua. Questo eliminò i continui problemi di turbolenza lungo il ponte di atterraggio di poppa e stabilì lo schema di costruzione per le portaerei degli anni 1920.
Poiché adesso era priva di sovrastruttura, così come per le successive portaerei, la Furious venne dotata di un ponte di navigazione sul lato destro alla fine del ponte di volo superiore, e dotata di una postazione di controllo del volo sul lato sinistro. La nave venne usata estensivamente tra gli anni 1920 e gli anni 1930 come piattaforma per lo sviluppo di varie tecniche e tattiche per l'impiego di portaerei e aerei basati su portaerei nella Royal Navy. Nel 1939 venne nuovamente modificata: il ponte di decollo venne convertito in una piattaforma armata con diversi cannoni antiaerei e venne installata sul lato destro del ponte di volo una piccola isola contenente la stazione di direzione del tiro, i posti vedetta ed un radiofaro. Fu in questa configurazione che servì nella seconda guerra mondiale. Nel 1941-1942 venne nuovamente allungato il ponte di volo.
Allo scoppio della seconda guerra mondiale venne assegnata alla Home Fleet e principalmente diede la caccia alle navi tedesche nell'oceano atlantico e trasportò metalli preziosi in Canada, scortando anche un convoglio di truppe canadesi in Gran Bretagna. Nel 1940 prese parte alla campagna di Norvegia. Alla fine dell'anno trasportò un carico di aerei a Takoradi. Nel 1941 partecipò a diverse consegne di aerei a Gibilterra e a Malta. A cavallo tra il 1941 ed il 1942 venne messa in cantiere a Philadelphia. Prese poi parte all'Operazione Pedestal, trasportando aerei verso Malta. Dopo un rattoppo negli Stati Uniti la Furious prese parte all'Operazione Torch, gli sbarchi in Nord Africa nel novembre 1942. Nel 1943 prese parte agli attacchi contro il naviglio tedesco, ed attaccò la Tirpitz a Altenfjord in Norvegia. Comunque con il progredire della guerra l'età della nave e le sue limitazioni divennero sempre più evidenti e venne rimpiazzata da vascelli più moderni. La Furious venne messa in riserva nel settembre 1944 e venduta nel 1948. la sua demolizione iniziò il 15 marzo 1948, lo scafo venne demolito a Troon in luglio.